# Collegio elettorale di Savigliano (Camera dei deputati)
Il collegio di Savigliano fu un collegio elettorale uninominale della Repubblica Italiana per l'elezione della Camera dei deputati. Apparteneva alla Circoscrizione Piemonte 2 e fu utilizzato per eleggere un deputato nella XII, XIII e XIV legislatura.
Venne istituito nel 1993 con la cosiddetta Legge Mattarella (Legge n. 277, Nuove norme per l'elezione della Camera dei deputati), attuata in seguito al referendum abrogativo del 1993. La legge istituì per la Camera dei deputati e per il Senato della Repubblica un sistema di elezione misto, in parte maggioritario e in parte proporzionale. Il 75% dei parlamentari dell'assemblea veniva eletto in collegi uninominali tramite sistema maggioritario a turno unico; il restante 25% alla Camera veniva eletto tramite sistema proporzionale con liste bloccate.
Il collegio venne abolito insieme a tutti gli altri che costituivano la Camera con la promulgazione della legge elettorale successiva, la cosiddetta Legge Calderoli. Questa prevedeva un sistema proporzionale con premio di maggioranza, che alla Camera veniva attribuito a livello nazionale.

## Territorio
Il collegio di Savigliano era uno dei 36 collegi uninominali in cui era suddiviso il Piemonte e, come previsto dal D.Lgs. del 20 dicembre 1993 n. 536, era interamente compreso nella provincia di Cuneo e comprendeva i seguenti comuni: Acceglio, Bagnolo Piemonte, Barge, Bellino, Brondello, Brossasco, Canosio, Caramagna Piemonte, Cardè, Cartignano, Casalgrasso, Casteldelfino, Castellar, Cavallerleone, Cavallermaggiore, Celle di Macra, Crissolo, Dronero, Elva, Envie, Faule, Frassino, Gambasca, Genola, Isasca, Lagnasco, Macra, Manta, Marene, Marmora, Martiniana Po, Melle, Monasterolo di Savigliano, Moretta, Murello, Oncino, Ostana, Paesana, Pagno, Piasco, Polonghera, Pontechianale, Prazzo, Racconigi, Revello, Rifreddo, Roccabruna, Rossana, Ruffia, Saluzzo, Sampeyre, San Damiano Macra, Sanfront, Savigliano, Scarnafigi, Stroppo, Torre San Giorgio, Valmala, Venasca, Verzuolo, Villanova Solaro e Villar San Costanzo.

## Eletti
| Elezione | Elezione | Deputato             | Partito                 |
| -------- | -------- | -------------------- | ----------------------- |
|          | 1994     | Flavio Caselli       | Polo delle Libertà (LN) |
|          | 1996     | Sergio Soave         | L'Ulivo (PDS)           |
|          | 2001     | Guido Giuseppe Rossi | Casa delle Libertà (LN) |

## Dati elettorali

### XII legislatura

#### Risultati proporzionale
| Coalizioni        | Coalizioni         | Liste                           | Liste                              | Voti   | %     |
| ----------------- | ------------------ | ------------------------------- | ---------------------------------- | ------ | ----- |
|                   | Polo delle Libertà |                                 | Lega Nord                          | 23.377 | 26,29 |
|                   | Polo delle Libertà | Forza Italia                    | 21.296                             | 23,95  |       |
| Totale Coalizione | Totale Coalizione  | 44.673                          | 50,24                              |        |       |
|                   | Patto per l'Italia |                                 | Partito Popolare Italiano          | 18.178 | 20,44 |
|                   | Progressisti       |                                 | Partito Democratico della Sinistra | 7.728  | 8,69  |
|                   | Progressisti       | Rifondazione Comunista          | 3.071                              | 3,45   |       |
|                   | Progressisti       | Federazione dei Verdi           | 2.536                              | 2,85   |       |
|                   | Progressisti       | Alleanza Democratica            | 1.365                              | 1,53   |       |
|                   | Progressisti       | Partito Socialista Italiano     | 1.326                              | 1,49   |       |
|                   | Progressisti       | La Rete - Movimento Democratico | 1.245                              | 1,40   |       |
| Totale coalizione | Totale coalizione  | 17.271                          | 19,41                              |        |       |
|                   | Lista Pannella     | Lista Pannella                  | Lista Pannella                     | 4.599  | 5,17  |
|                   | Alleanza Nazionale | Alleanza Nazionale              | Alleanza Nazionale                 | 4.215  | 4,74  |
| Totale            | Totale             | Totale                          | Totale                             | 91.785 |       |

#### Risultati uninominale
|                               | Flavio Caselli ✔️ Eletto | Polo delle Libertà (FI - LN - CCD - UDC) | 41 268 | 45,93 |  |  |  |  |  |
|                               | Guido Crosetto           | Patto per l'Italia                       | 19 187 | 21,35 |  |  |  |  |  |
|                               | Aldo Comina              | Progressisti                             | 16 023 | 17,83 |  |  |  |  |  |
|                               | Giacomo Secondo Paire    | Lista Marco Pannella - Riformatori       | 9 346  | 10,40 |  |  |  |  |  |
|                               | Sebastiano Grasso        | Alleanza Nazionale                       | 4 032  | 4,49  |  |  |  |  |  |
| Totale                        | Totale                   | Totale                                   | 89 856 | 100   |  |  |  |  |  |
|                               |                          |                                          |        |       |  |  |  |  |  |
| Fonte: Ministero dell'interno |                          |                                          |        |       |  |  |  |  |  |

### XIII legislatura

#### Risultati proporzionale
| Coalizioni        | Coalizioni              | Liste                                     | Liste                              | Voti   | %     |
| ----------------- | ----------------------- | ----------------------------------------- | ---------------------------------- | ------ | ----- |
|                   | Polo per le Libertà     |                                           | Forza Italia                       | 21.452 | 25,02 |
|                   | Polo per le Libertà     | CCD-CDU                                   | 7.948                              | 9,27   |       |
|                   | Polo per le Libertà     | Alleanza Nazionale                        | 5.375                              | 6,27   |       |
| Totale coalizione | Totale coalizione       | 34.775                                    | 40,56                              |        |       |
|                   | Lega Nord               | Lega Nord                                 | Lega Nord                          | 27.551 | 32,13 |
|                   | L'Ulivo                 |                                           | Partito Democratico della Sinistra | 8.727  | 10,18 |
|                   | L'Ulivo                 | Popolari per Prodi (PPI-SVP-PRI-UD-Prodi) | 6.694                              | 7,81   |       |
|                   | L'Ulivo                 | Federazione dei Verdi                     | 1.797                              | 2,10   |       |
| Totale coalizione | Totale coalizione       | 17.218                                    | 20,09                              |        |       |
|                   | Progressisti            |                                           | Rifondazione Comunista             | 4.173  | 4,87  |
|                   | Lista Pannella - Sgarbi | Lista Pannella - Sgarbi                   | Lista Pannella - Sgarbi            | 1.615  | 1,88  |
|                   | Mani Pulite             | Mani Pulite                               | Mani Pulite                        | 423    | 0,49  |
| Totale            | Totale                  | Totale                                    | Totale                             | 85.755 |       |

#### Risultati uninominale
|                               | Sergio Soave ✔️ Eletto | L'Ulivo             | 29 964 | 34,77 |  |  |  |  |  |
|                               | Guido Giuseppe Rossi   | Lega Nord           | 28 752 | 33,36 |  |  |  |  |  |
|                               | Fabrizio Del Noce      | Polo per le Libertà | 27 463 | 31,87 |  |  |  |  |  |
| Totale                        | Totale                 | Totale              | 86 179 | 100   |  |  |  |  |  |
|                               |                        |                     |        |       |  |  |  |  |  |
| Fonte: Ministero dell'interno |                        |                     |        |       |  |  |  |  |  |

### XIV legislatura

#### Risultati proporzionale
| Coalizioni        | Coalizioni              | Liste                   | Liste                                 | Voti   | %     |
| ----------------- | ----------------------- | ----------------------- | ------------------------------------- | ------ | ----- |
|                   | Casa delle Libertà      |                         | Forza Italia                          | 27.868 | 32,84 |
|                   | Casa delle Libertà      | Lega Nord               | 10.210                                | 12,03  |       |
|                   | Casa delle Libertà      | Alleanza Nazionale      | 6.825                                 | 8,04   |       |
|                   | Casa delle Libertà      | CCD-CDU                 | 3.638                                 | 4,29   |       |
|                   | Casa delle Libertà      | Nuovo PSI               | 612                                   | 0,72   |       |
| Totale coalizione | Totale coalizione       | 49.153                  | 57,92                                 |        |       |
|                   | L'Ulivo                 |                         | La Margherita (Dem - PPI - RI- UDEUR) | 10.172 | 11,99 |
|                   | L'Ulivo                 | Democratici di Sinistra | 9.573                                 | 11,28  |       |
|                   | L'Ulivo                 | Il Girasole (FdV - SDI) | 1.371                                 | 1,62   |       |
|                   | L'Ulivo                 | Comunisti Italiani      | 883                                   | 1,04   |       |
| Totale coalizione | Totale coalizione       | 21.999                  | 25,93                                 |        |       |
|                   | Lista Di Pietro         | Lista Di Pietro         | Lista Di Pietro                       | 4.432  | 5,22  |
|                   | Lista Pannella - Bonino | Lista Pannella - Bonino | Lista Pannella - Bonino               | 3.183  | 3,75  |
|                   | Rifondazione Comunista  | Rifondazione Comunista  | Rifondazione Comunista                | 2.682  | 3,16  |
|                   | Democrazia Europea      | Democrazia Europea      | Democrazia Europea                    | 2.674  | 3,15  |
|                   | Fiamma Tricolore        | Fiamma Tricolore        | Fiamma Tricolore                      | 621    | 0,73  |
|                   | Abolizione scorporo     | Abolizione scorporo     | Abolizione scorporo                   | 108    | 0,13  |
| Totale            | Totale                  | Totale                  | Totale                                | 84.852 |       |

#### Risultati uninominale
|                               | Guido Giuseppe Rossi ✔️ Eletto | Casa delle Libertà | 43 717 | 50,79 |  |  |  |  |  |
|                               | Sergio Soave                   | L'Ulivo            | 31 775 | 36,92 |  |  |  |  |  |
|                               | Giovanni Battista Cravero      | Democrazia Europea | 5 693  | 6,61  |  |  |  |  |  |
|                               | Francesco Falcone              | Lista Di Pietro    | 4 888  | 5,68  |  |  |  |  |  |
| Totale                        | Totale                         | Totale             | 86 073 | 100   |  |  |  |  |  |
|                               |                                |                    |        |       |  |  |  |  |  |
| Fonte: Ministero dell'interno |                                |                    |        |       |  |  |  |  |  |